# Stewart-Haas Racing
Stewart-Haas Racing ist ein NASCAR-Motorsport-Team aus Kannapolis, North Carolina. Das ausschließlich mit Autos des Herstellers Ford antretende Team wird technisch von Hendrick Motorsports unterstützt. Besitzer des Teams sind der dreimalige NASCAR-Sprint-Cup-Sieger Tony Stewart und der Maschinenbauer Gene Haas, Besitzer von Haas Automation.
Die Einsatzwagen des Teams werden aktuell von Hendrick Motorsports als Kundenwagen für die NASCAR Cup Series bezogen. Am 28. Mai 2024 verkündete das Team die Schließung mit dem Saisonende 2024.

## Cup Series

### Startnummer 70
Dieser Wagen wurde vor dem Zusammenschluss von Haas und Stewart geführt; ist aber Teil der Teamgeschichte, da er in das Vorgängerteam Haas CNC Racing eingebunden war. Das Debüt des heutigen Autos mit der Nummer 14 gab 2006 Johnny Sauter. Er lenkte damals beim Coca-Cola 600 einen Wagen mit der Nummer 70 und hielt ihn die meiste Zeit des Rennens unter den ersten zehn, bevor ein geplatzter Reifen das Rennen für ihn frühzeitig beendete. 2007 wurde der Wagen während der ganzen Saison mit Sauter am Steuer eingesetzt. Im Jahr 2008 fuhren ihn Jeremy Mayfield, Johnny Sauter, Jason Leffler und Tony Rains. Seitdem war der Wagen mit der Nummer 70 nicht mehr im Einsatz. Dass das Auto extra als Nummer 70 aufgeführt wird, ist darauf zurückzuführen, dass das gesamte Equipment an Jay Robinson Racing verkauft und das Team und die Basis für die spätere Nummer #14 komplett neu aufgebaut wurden.

### Startnummer 14

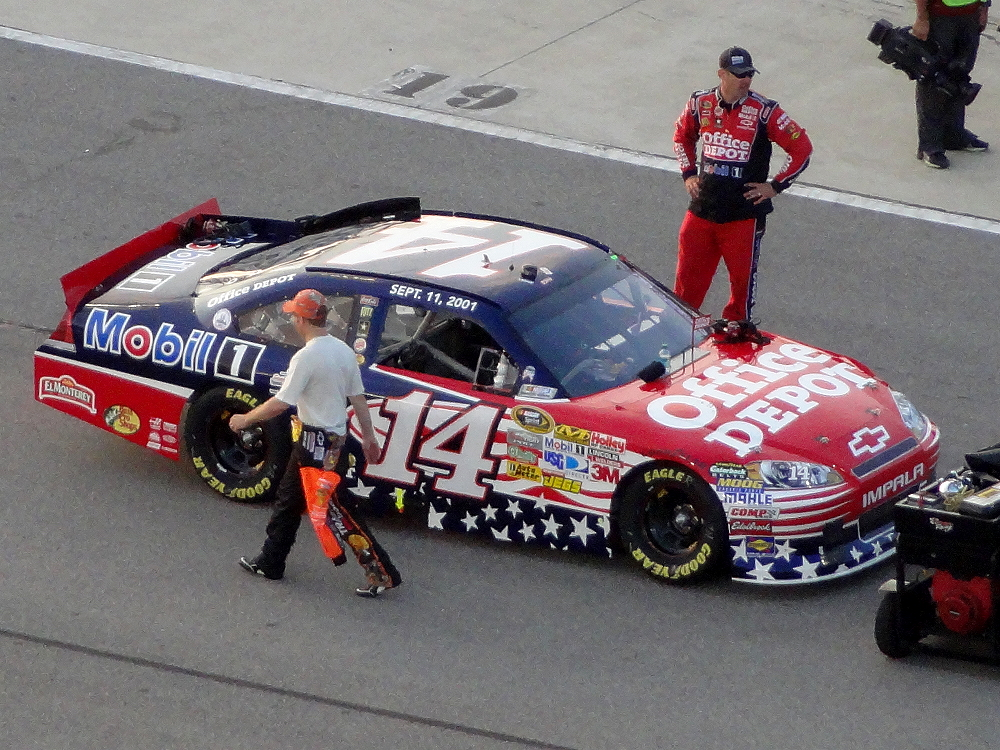
Die #14 in Richmond 2011 mit Sonderlackierung zum Gedenken an den 11. September 2001

Der Chevrolet mit der Nummer 70 erhielt zur Saison 2009 – und mit dem Beginn der Zusammenarbeit mit Tony Stewart – die Startnummer 14. Mit Stewart wechselte auch Office Depot als Sponsor von Roush Fenway Racing zu Stewart-Haas. Old Spice, die bereits zuvor Stewart bei Joe Gibbs unterstützten, teilten sich ab diesem Zeitpunkt das Primärsponsoring der #14. Die Saison 2009 beendete das Team mit vier Siegen (ohne den Sieg im All-Star-Race) auf dem 6. Gesamtplatz. Im Oktober 2010 ließ Mobil 1 verlauten, dass sie Old Spice als zweiten Primärsponsor ablösen. Das Jahr konnte mit einem 7. Rang und zwei Siegen abgeschlossen werden. Mit Punktegleichstand auf Carl Edwards, aber mit der größeren Anzahl – beziehungsweise fünf Rennsiegen – gewann Stewart 2011 den Sprint Cup in einem spannenden Finale. Trotz des Erfolgs für das Team mit der #14 wurde noch Ende November bekannt, dass Steve Addington den Meister-Crew Chief Darian Grubb ablösen wird.
2012 war eine gut gestartete, aber ansonsten nicht auffällige Saison für den Titelverteidiger. Mit dem in diesem Jahr von Office Depot und Mobil 1 gesponserten Wagen beendete er die Saison auf dem neunten Gesamtrang.
Für 2013 wurde Bass Pro Shops als neuer Hauptsponsor vorgestellt, der Office Depot ablöste. Nach einem Sieg beim FexEx 400 wurde die Saison am 4. August unterbrochen. Stewart brach sich bei einem Sprint-Car-Unfall das rechte Bein und wurde in den restlichen Rennen zunächst von Max Papis und Austin Dillon vertreten und später regelmäßig durch Mark Martin ersetzt.
Nach einer wechselhaften ersten Saisonhälfte 2014 fuhren Regan Smith und Jeff Burton auf dem Wagen mit der #14, nachdem Stewart entschied, zwei Rennen – Cheez-It 355 und Pure Michigan 400 – auszusetzen. Grund war abermals ein Sprint-Car-Unfall, bei dem der junge Fahrer Kevin Ward Jr. starb und Stewart involviert war.
In der Saison 2024 sitzt Chase Briscoe am Steuer der Startnummer 14. 

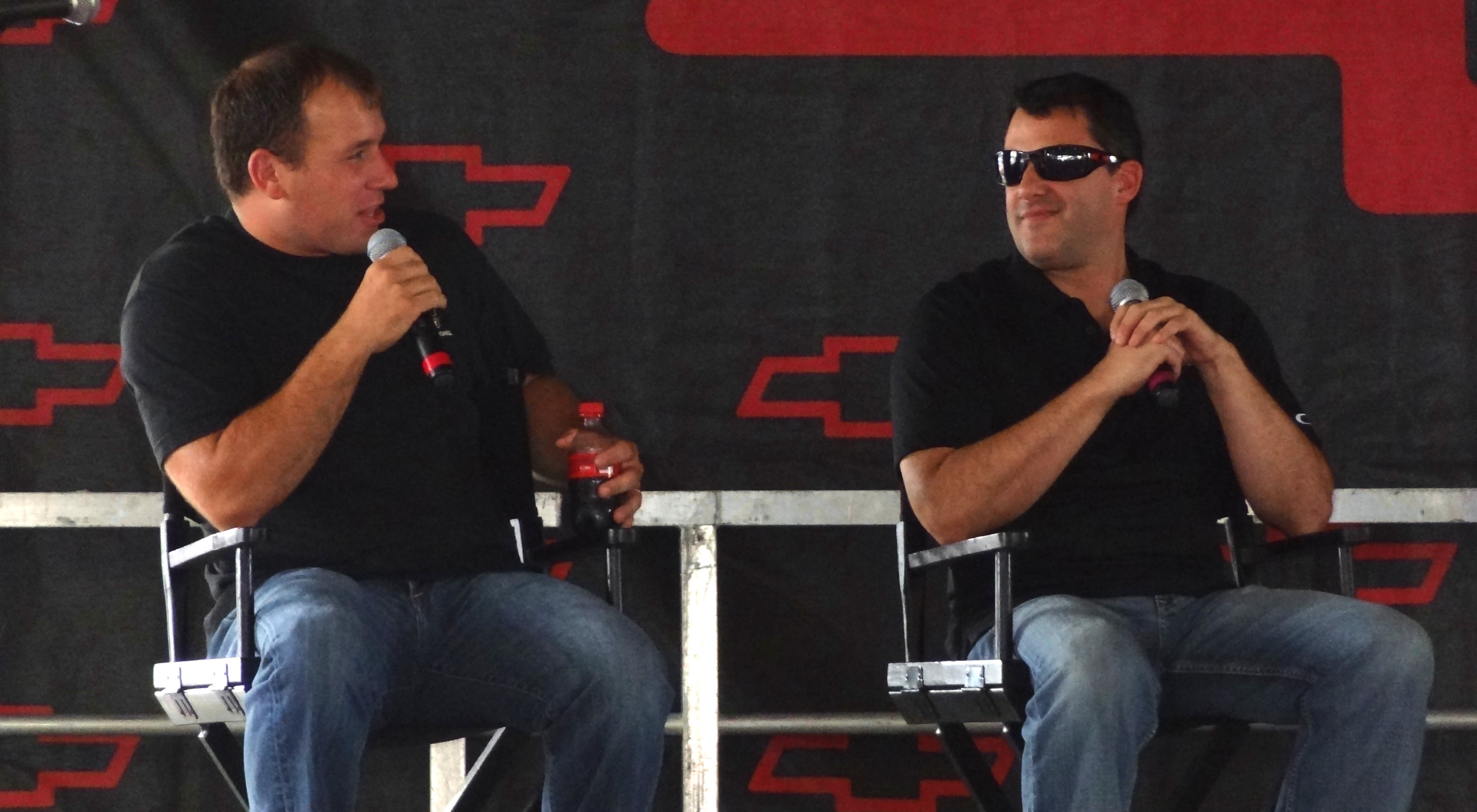
Die beiden Vollzeitfahrer Ryan Newman (l.) und Tony Stewart in Richmond 2011

### Startnummer 4
Die Nummer 4 setzte Gene Haas bereits 2003 im Winston Cup als Partnerteam von Hendrick Motorsports ein. 2009 wurde Ryan Newman als Fahrer eingesetzt und beendete in seinem ersten Jahr bei Stewart-Haas die Saison auf dem 9. Platz. Mit ihm wechselte die Startnummer auf 39. 2010 verpasste Newman den Chase for the Sprint Cup und wurde 15., mit einem Rennsieg. Im Folgejahr konnte er sich für den Chase qualifizieren, in diesem aber keine großen Erfolge verbuchen, sodass die Bilanz zum 10. Rang und einem Rennsieg gereichte. Seit 2009 wurde der Wagen von der US Army gesponsert.
Obwohl Newman 2013 mit diesem Auto im Chase for the Sprint Cup stand und das Brickyard 400 auf dem Indianapolis International Speedway gewann, wechselte er zur Saison 2014 zu Richard Childress Racing. Mit Newman tauschte Kevin Harvick das Cockpit, ein alter Freund Stewarts, der von Childress auch seine Sponsoren Budweiser und Jimmy John’s mitbrachte. Bereits bei seinem zweiten Start gewann Harvick in Phoenix. Ein weiterer Sieg in Darlington folgte und damit auch der Chase-Einzug. In Homestead Miami konnte er als Rennsieger seinen ersten und einzigen Meisterschaftstitel einfahren. 
Harvick beendete mit dem Saisonende 2023 seine Karriere als aktiver Fahrer und wechselte zum Kommentatorenteam von Fox Sports. Seit der Saison 2024 sitzt Josh Berry am Steuer der Startnummer 4. 

### Startnummer 10
Im letzten Quartal 2011 gab Stewart-Haas Racing bekannt, dass Danica Patrick in der Saison 2012 zeitweise eingesetzt wird; die Planung belief sich auf zehn Rennen, unter anderem Darlington, Bristol, Atlanta, Chicagoland, Dover, Texas und Phoenix. Das Debüt wurde auf den 29. Februar 2012, dem Daytona 500, festgeschrieben. Ein uneingeschränkter Einsatz Patricks im NASCAR Sprint Cup 2013 sollte in Aussicht sein. Als Crew Chief wurde ihr Greg Zipadelli zugewiesen. Patrick fuhr in der Saison 2014 weiterhin mit der #10.
In der Saison 2024 fährt Noah Gragson die Startnummer 10. 

### Startnummer 41
2013 war der allgemeine Konsens des Teams Stewart-Haas Racing, dass keine Gelder und auch keine logistische Basis für den Einsatz eines vierten Fahrzeugs im Sprint Cup vorhanden sei. Dennoch ließ Gene Haas ein weiteres Team mit der #41 aufbauen, nachdem er das Potential des wiedererstarkten und rehabilitierten Furniture-Row-Racing-Fahrers Kurt Busch erkannte. Stewart, der einige Auseinandersetzungen mit dem älteren der beiden Busch-Brüder hinter sich hatte, war dennoch einverstanden. Bereits im sechsten Rennen Ende März siegte Busch beim STP 500 2014 auf dem Martinsville Speedway und stand bald darauf im Chase for the Sprint Cup.
In der Saison 2024 sitzt Ryan Preece am Steuer der Startnummer 41. 

## Xfinity Series

### Startnummer 00
In der Saison 2024 fährt Cole Custer die Startnummer 00. 

### Startnummer 98
In der Saison 2024 fährt Riley Herbst die Startnummer 98. 

## CRAFTSMAN Truck Series

### Startnummer 00
Für die Saison 2014 wurde der 16 Jahre alte Cole Custer verpflichtet, 9 Rennen im Auto mit der Nummer 00 zu fahren. Die Trucks wurden von Turner Scott Motorsports geliefert und die Motoren, wie gewohnt, von Hendrick Motorsports. Custer fuhr bei seinem Debüt in Martinsville als Zwölfter über die Ziellinie. Beim Rennen im Gateway Motorsports Park wurde er der jüngste Poleposition-Gewinner der Geschichte der Truck Series. Er beendete das Rennen als Sechster.
2015 wurde das Truck-Team geschlossen. 